# NGC 7777
NGC 7777 је лентикуларна галаксија у сазвежђу Пегаз која се налази на NGC листи објеката дубоког неба.
Деклинација објекта је + 28° 17' 2" а ректасцензија 23h 53m 12,5s. Привидна величина (магнитуда) објекта NGC 7777 износи 13,4 а фотографска магнитуда 14,4. NGC 7777 је још познат и под ознакама UGC 12829, MCG 5-56-18, CGCG 498-26, PGC 72744.